# 844
Раннє Середньовіччя •  Епоха вікінгів •  Золота доба ісламу •  Реконкіста

## Геополітична ситуація
У Східній Римській імперії триває правління Михаїла III. Каролінзька імперія розділена на три королівства: Західно-Франкське, Серединне та Східно-Франкське. Північ Італії належить Серединному королівству, Рим і Равенна під управлінням Папи Римського, герцогства на південь від Римської області незалежні, деякі області на півночі та на півдні належать Візантії. Піренейський півострів, окрім Королівства Астурія та Іспанської марки, займає Кордовський емірат. Вессекс підпорядкував собі більшу частину Англії, почалося вторгнення данів. Існують слов'янські держави: Перше Болгарське царство, Велика Моравія, Блатенське князівство.
Аббасидський халіфат очолює аль-Васік. У Китаї править династія Тан. Велика частина Індії під контролем імперії Пала, почалося піднесення Пратіхари. В Японії триває період Хей'ан. Хозарський каганат підпорядкував собі кочові народи на великій степовій території між Азовським морем та Аралом. Територію на північ від Китаю захопили єнісейські киргизи.
На території лісостепової України в IX столітті літописці згадують слов'янські племена білих хорватів, бужан, волинян, деревлян, дулібів, полян, сіверян, тиверців, уличів. У Північному Причорномор'ї співіснують різні кочові племена, зокрема булгари, хозари, алани, тюрки, угри, кримські готи. Херсонес Таврійський належить Візантії.

## Події
- Розпочався понтифікат Сергія II, хоча шляхом акламації було обрано Івана VIII.
- Папа Сергій II висвятив Людовика Молодшого королем Італії.
- Король Західно-Франкського королівства Карл Лисий знову марно взяв в облогу Тулузу, яку узурпував Піпін II.
- У жовтні королі всіх трьох франкських королівств зустрілися в Тіонвілі й присяглися спільними зусиллями придушити бунти в імперії.
- Війська Аббасидського халіфату перемогли регента Візантійської імперії Феоктиста під Мавропотамом.
- Вікінги напали на Дорестад, а також провели перший іспанський похід. У Франції нормани піднялися Гаронною аж до Тулузи.
- Король Астурії Раміро I завдав поразки маврам у битві під Клавіхо, перед якою з'явилося видіння апостола Якова.